# Aschersleben
Aschersleben (pronunciación en alemán: /ˈaʃɐsˌleːbn̩/ⓘ) es una población de Alemania, del distrito de Salzland en el estado Sajonia-Anhalt. Se encuentra situada aproximadamente a 22 km al este de Quedlinburg y a 45 km al noroeste de Halle (Sajonia-Anhalt)..

## Historia
Aschersleben es mencionado por primera vez en el año 753. El nombre latino del castillo de la ciudad, Ascharia, procede del nombre de la dinastía sajona de la Casa de Ascania. Desde 1252 hasta 1315, Aschersleben fue la capital del principado de Anhalt-Aschersleben, tras el que pasó al Obispado de Halberstadt. Después de la Paz de Westfalia en 1648, se convirtió en parte de la Principado de Halberstadt. En 1815, pasó a formar parte de la Provincia de Sajonia en Prusia.
Durante el periodo nazi, funcionó en la localidad una factoría de fuselaje de la empresa Junkers. Durante la Segunda Guerra Mundial, se localizó en la ciudad un subcampo del Campo de concentración de Buchenwald, con el fin de proporcionar mano de obra a las factorías de Junkers  y Motorenwerk.
Desde 1945, Aschersleben formó parte de Alemania del Este, hasta que con la reunificación alemana, en 1990 pasó a formar parte del lander de Sajonia-Anhalt. El 1 de enero de 2008, los municipios de Drohndorf, Freckleben y Mehringen se incorporaron a Aschersleben.

## Arquitectura
En Aschersleben, están representados muy diversos estilos arquitectónicos. El centro histórico está dominado por la arquitectura románica representada por el Grauer Hof; el gótico, como en la (Iglesia de San Stephani); el estilo renacentista (ayuntamiento, Krukmannsches Haus) y la arquitectura barroca. 
Alrededor del casco histórico se extiende un anillo de edificios de estilos neoclásico y Jugendstil (modernistas) como el Heckner-Bauten, que se entremezclan con edificios de la época de la República Democrática Alemana. Las nuevas grandes áreas se extienden principalmente en el norte y el sureste de la ciudad. Existen  pocos edificios de entramado de madera en el casco antiguo de Aschersleben, debido a la disponibilidad de piedra de buena calidad y la ausencia de grandes bosques en las cercanías, así como los numerosos incendios que se produjeron antes del siglo XVI. Sin embargo, hay numerosos edificios, que son parcialmente construidos de entramado de madera, por lo general los pisos superiores.

## Ciudadanos destacados
- Adam Olearius (1603-1671), escritor y diplomático
- Johann Silberschlag (1721-1791), teólogo y científico
- Johann August Ephraim Goeze (1731-1793), zoólogo
- Wilhelm Friedrich Wieprecht (1802-1872), compositor
- Rudolf Christian Böttger (1806-1881), químico y médico
- Gerd von Rundstedt (1875-1953), militar de Segunda Guerra Mundial
- Hermann Gieseler (1889-1948), líder sindical
- Walter Andreas Schwarz (1913-1992), cantante
- Lilo Ramdohr (1913-2013), miembro del grupo antifascista la Rosa Blanca.
- Ernst Klodwig (1903-1973), piloto de fórmula 1
- Otto Arndt (1920-1992), político
- Gerd Höfer (nacido en 1943), político